# 머큐리 밀란

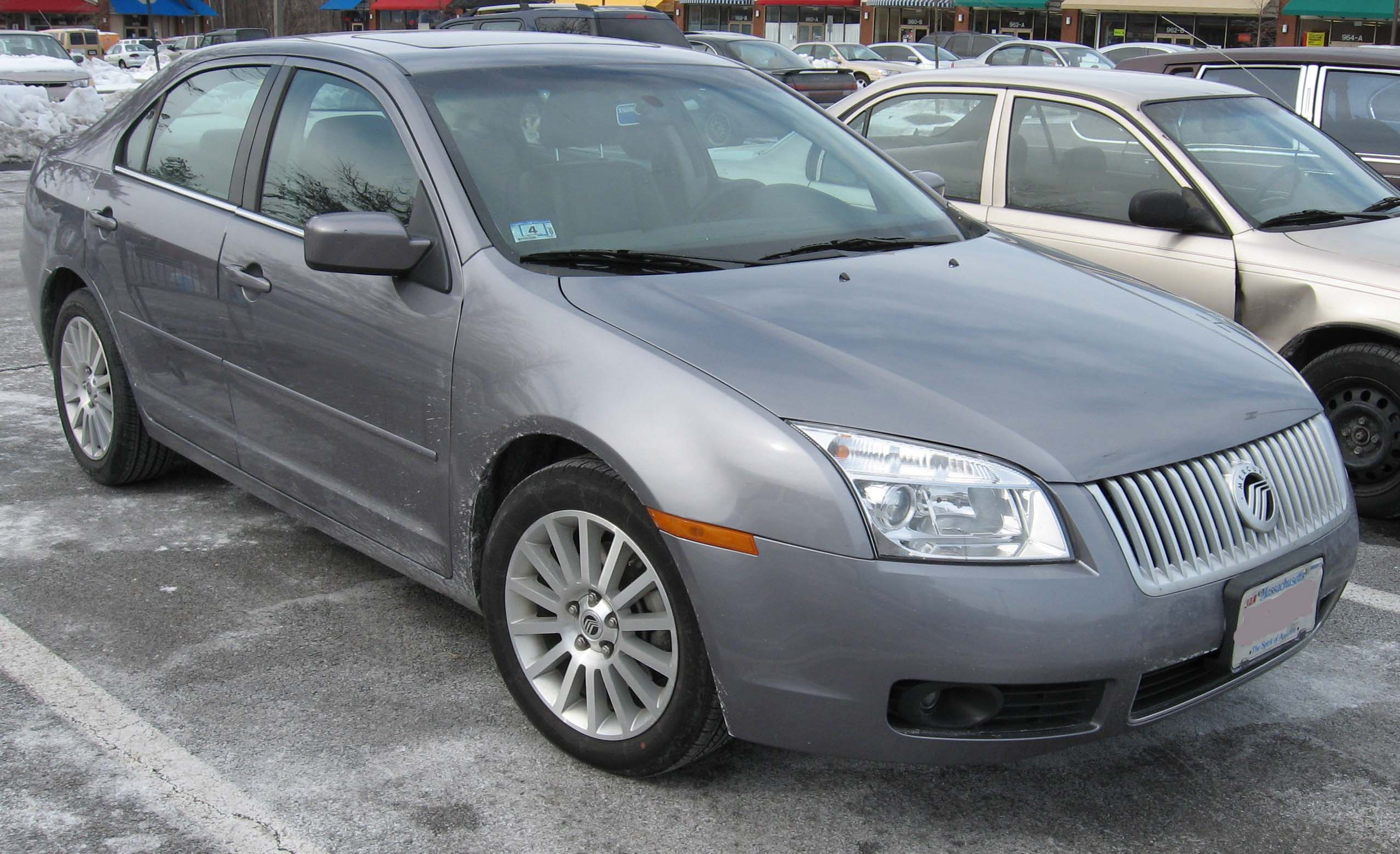
머큐리 밀란(전기형) 정측면

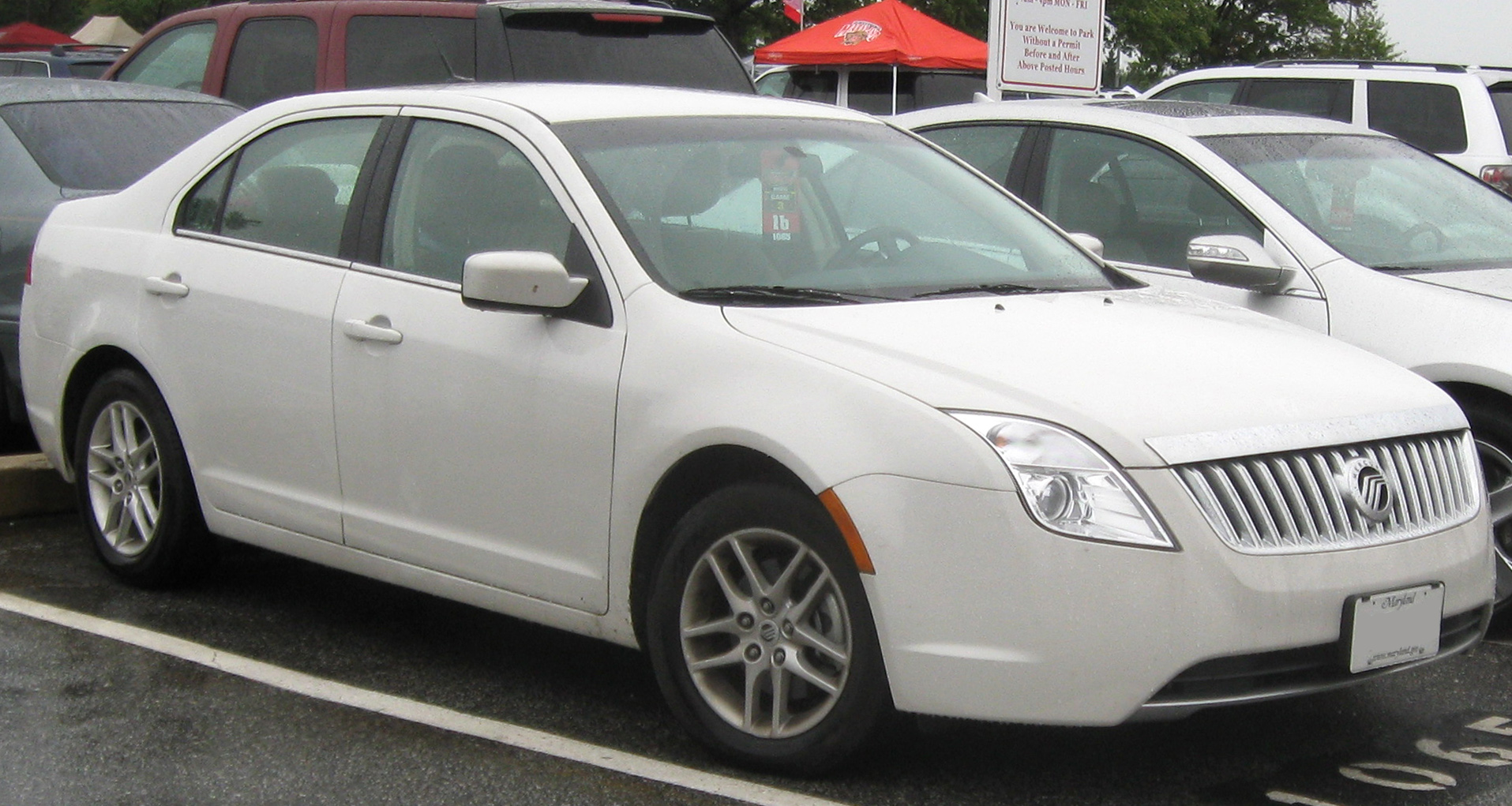
머큐리 밀란(후기형) 정측면

머큐리 밀란(Mercury Milan)는 2005년부터 2011년까지 포드가 생산해 머큐리 브랜드로 팔았던 중형 세단이다. 2005년에 개최된 시카고 오토쇼에서 처음으로 선보였으며, 같은 해 8월에 세이블의 후속 차종으로서 판매가 시작되었다. 2008년에 페이스 리프트를 거쳤으며, 2009년에는 하이브리드 차량이 출시가 되었다. 직렬 4기통의 2,300 cc 듀라텍 엔진과 2,500 cc 듀라텍 엔진, 2,500 cc 하이브리드 엔진, V형 6기통의 3,000 cc 듀라텍 엔진이 장착되었다. 여기에 전륜구동 방식과 사륜구동 방식을 사용하고 있다. 포드 퓨전, 링컨 MKZ와 같은 플랫폼 및 엔진을 공유하며, 5단 자동변속기와 6단 자동변속기, 무단변속기가 장착되었다. 2010년 5월에 포드는 판매 부진에 따라 머큐리 브랜드를 폐지하기로 결정하여 2010년 12월에 후속 차종 없이 단종되었다.